# Zygethopolys atrox
Zygethopolys atrox är en mångfotingart som beskrevs av Crabill 1953. Zygethopolys atrox ingår i släktet Zygethopolys och familjen stenkrypare. Inga underarter finns listade i Catalogue of Life.